# Penshiel Tower
Penshiel Tower ist ein Turm im Bereich der Penshiel Grange etwa neun Kilometer südöstlich von Garvald in der schottischen Council Area East Lothian.

## Beschreibung
Penshiel Grange ist die Ruine einer Grangie, die zur Melrose Abbey gehörte. Sie wurde vermutlich in der ersten Hälfte des 15. Jahrhunderts errichtet; ein Vorgängergebäude wird aber bereits in einer Charta um 1200 erwähnt. Penshiel Grange gilt als Scheduled Monument.
Das Hauptgebäude der Grangie bedeckt eine Grundfläche von etwa 25 Meter × 7,6 Meter und die Mauern stehen noch etwa 3 Meter hoch. Es gibt Spuren eines Turms (des Penshiel Tower) an der Südostecke und Beweise für einen Hof nördlich und südlich der Ruine. Die Mauer im Süden der Ruine ist heute nur noch ein rasenbedeckter, steiniger Wall. Mindestens zwei Gebäude standen noch nördlich der Grangie; eines davon könnte eine Kapelle gewesen sein.